# Cameroon Airlines
Cameroon Airlines – kameruńskie narodowe linie lotnicze z siedzibą w Duali. Obsługiwały połączenia od Afryki, Europy i na Bliski Wschód. Zakończyły działalność w roku 2008.

## Porty docelowe

### Afryka
- Benin
  - Kotonu (port lotniczy Kotonu)
- Czad
  - Ndżamena (port lotniczy Ndżamena)
- Demokratyczna Republika Konga
  - Kinszasa (port lotniczy Kinszasa)
- Gabon
  - Libreville (port lotniczy Libreville)
- Gwinea Równikowa
  - Malabo (port lotniczy Malabo)
- Kamerun
  - Duala (port lotniczy Douala)
  - Garoua (port lotniczy Garoua)
  - Jaunde (port lotniczy Yaoundé Nsimalen)
  - Maroua (port lotniczy Maroua)
  - Ngaoundéré (port lotniczy Ngaoundéré)
- Kongo
  - Brazzaville (port lotniczy Brazzaville)
  - Pointe-Noire (port lotniczy Pointe-Noire)
- Mali
  - Bamako (port lotniczy Bamako)
- Nigeria
  - Lagos (port lotniczy Lagos)
- Południowa Afryka
  - Johannesburg (port lotniczy Johannesburg)
- Republika Środkowoafrykańska
  - Bangi (port lotniczy Bangi)
- Senegal
  - Dakar (port lotniczy Dakar)
- Wybrzeże Kości Słoniowej
  - Abidżan (port lotniczy Abidżan)

### Azja
- Zjednoczone Emiraty Arabskie
  - Dubaj (port lotniczy Dubaj)

### Europa
- Francja
  - Paryż (port lotniczy Paryż-Roissy-Charles de Gaulle)